# 尼克·伯克斯
尼克·伯克斯（英語：Nick Birks，1938年6月4日—），澳大利亚男子田径运动员。他曾代表澳大利亚参加1958年、1962年和1966年大英帝国和英联邦运动会田径比赛，获得一枚银牌和一枚铜牌。